# アジャド要塞

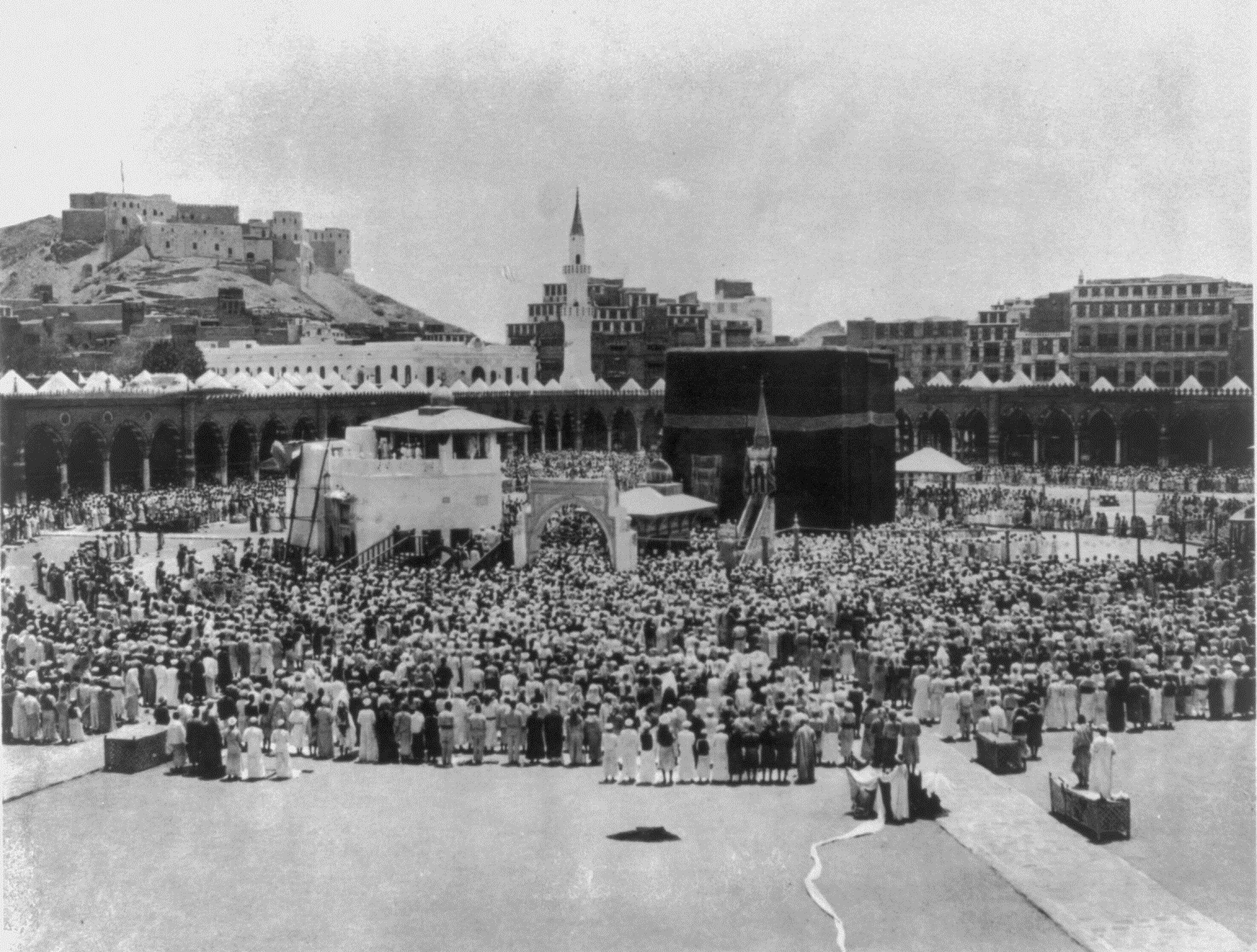
カアバとアジャド要塞、1889年。

アジャド要塞（トルコ語: Ecyad Kalesi、アラビア語: قلعة أجياد）は、かつてサウジアラビアに存在していたオスマン帝国時代の要塞である。アジャド要塞はイスラーム教徒にとって最高の聖地であるメッカのマスジド・ハラームを見下ろす形で小高い丘（ブルブル山）の上に存在した。18世紀の後半に建てられたもので、2002年に商業開発の目的でサウジアラビア政府によって破壊された。この開発計画は国際的な批判を浴びたが、ブルブル山は整地され、跡にはアブラージュ・アル・ベイト・タワーズが建設された。

## 歴史
この要塞はカアバやモスクを盗賊などから守る目的で1780年にオスマン帝国の治世下に建設された。当時、盗賊や侵略者の間にはワッハーブ派の過激思想が広まっており、オスマン帝国は彼らが街に入ることを望まなかった。要塞はブルブル山の2万3千平方メートルを覆い、南方にマスジド・ハラームを臨んでいた。
アブラージュ・アル・ベイト・タワーズ建設のために2002年のはじめにはアジャド要塞は破壊され、ブルブル山の大部分が整地された。2012年の開業が予定されたこの複合施設は高層の居住施設群と五つ星ホテル、レストラン、ショッピングセンターからなり、サウディ・ビンラディン・グループによって建設された。このプロジェクトは最終的に150億ドルを要した。

## 反応
この歴史的建造物の破壊は国内外から批判を集めた。トルコでは外相イスマイル・ジェムをはじめとした様々な組織がこのオスマン帝国の遺産を破壊から守るために手を尽くした。民主左派党の副代表はサウジアラビアへの渡航のボイコットを呼びかけた。トルコ文化観光省はアジャド要塞の破壊をタリバンによるバーミヤンの大仏の破壊と比較して、オスマン建築を軽視し続けるサウジアラビア政府の姿勢を非難した。
批判に対してサウジアラビアのイスラーム関連相（Minister of Islamic Affairs）は「何人にも他国の政策に口を出す権利はない」とコメントした、とフランス通信社が報道している。イスラーム関連相は、この開発計画に含まれる居住施設はメッカ巡礼者のためのもので、全てのイスラーム教徒の利益である、とも付け加えた。
しかしながらアジャド要塞やその他の歴史的建造物を軽視し、たびたび破壊を続けるサウジアラビアの姿勢は多くの批判を集め、その結果2001年には国王の命令によって要塞を移設する計画が立てられた。
トルコのイスタンブールにはこの要塞を含む様々な建造物の1/25スケールモデルのミニチュアパークが存在する。